# 阿爾佩塔山
46°44′51.1″N 8°52′16.5″E / 46.747528°N 8.871250°E
阿爾佩塔山（Piz Alpetta），是瑞士的山峰，位於該國東南部，由格勞賓登州負責管轄，屬於格拉魯斯山的一部分，海拔高度2,764米，每年平均降雨量2,385毫米。